# Serpentina (silicato)

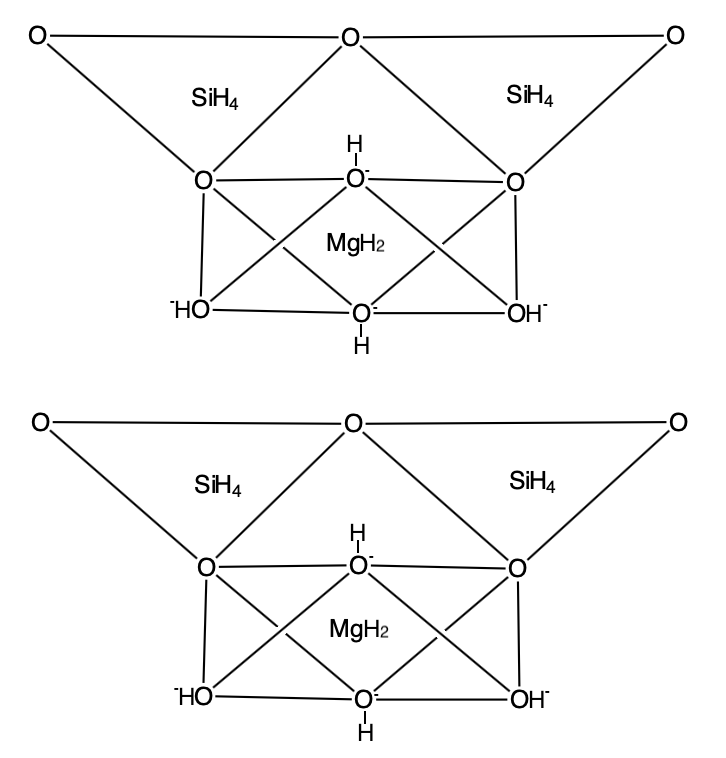
Estrutura química da serpentina (uma única molécula)

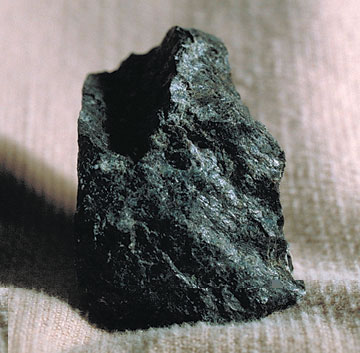
Serpentina

Subgrupo serpentina é um grupo de cerca de 20 minerais constituídos por filossilicatos hidratados de magnésio e ferro ((Mg, Fe)3Si2O5(OH)4) pertencentes ao grande agrupamento caulinite-serpentina. Os membros deste agrupamento são minerais de coloração esverdeada ou acastanhada, ou com máculas destas cores, de ocorrência muito comum em serpentinites. São usados como fonte de magnésio e amianto e como pedras ornamentais. O nome deriva da coloração esverdeada e aparência lisa ou escamosa, através do latim serpentinus, que significa "rocha de serpente". Existem três importantes minerais polimorfos da serpentina (antigorite, crisótilo e lizardite), mas em mineralogia e gemologia, o termo pode referir-se a qualquer uma das cerca de 20 variedades minerais pertencentes ao grupo.

## Descrição
O subgrupo serpentina é um conjunto de filossilicatos de ocorrência comum em rochas metamórficas do grupo das serpentinites, formados pela hidratação de silicatos de magnésio e de ferro (
(Mg,Fe)3Si2O5(OH)4) em resultado do metamorfismo dos minerais presentes em rochas máficas e ultramáficas. Para além da sua composição básica ferromagnesiana, e tal como os seus protólitos, estes minerais podem conter pequenas quantidades de outros elementos, entre os quais cromo, manganês, cobalto e níquel.
Os minerais do «subgrupo serpentina» são polimorfos, o que significa que têm a mesma fórmula química, mas os átomos estão arranjados em estruturas diferentes, ou seja em redes cristalinas distintas. Os três minerais mais importantes que são polimorfos da serpentina são a antigorite, a lizardite e o crisótilo. Este último, também por vezes designado por crisotila, tem um hábito fibroso e é um dos mais importantes minerais de amianto. Outros polimorfos do subgrupo serpentina podem ter um hábito cristalino tabular ou lamelar, como é o caso da antigorite e lizardite.
Nas suas formas mais comuns, este minerais  apresentam coloração esverdeada, traço branco, brilho ceroso ou sedoso, sem clivagem ou fratura bem definidas. O hábito é maciço, agregado ou fibroso, apresentando dureza de aproximadamente 3 na escala de Mohs.
Em mineralogia e gemologia, a designação «serpentina» pode referir qualquer uma das 20 variedades pertencentes ao «subgrupo serpentina. Devido à ocorrência em rochas que apresentam uma mistura variável destes minerais, essas variedades nem sempre são fáceis de individualizar e as distinções geralmente não são feitas.
Vários tipos de serpentina são usados em joalharia e em glíptica (talho em rocha dura), sendo por vezes descritos como "falso jade" ou "jade de Teton".

### Propriedades e estrutura
A maioria das serpentinas são opacas a translúcidas, leves (gravidade específica entre 2,2 e 2,9), macias (dureza 2,5–4), infusíveis e suscetíveis a ácidos. Todos os minerais do grupo são microcristalinos e maciços em hábito, nunca sendo encontrados como cristais únicos. O lustre pode ser vítreo, sedoso ou oleoso. As cores variam de branco a cinza, amarelo a verde e do castanho a preto, e geralmente são maculados ou com veios. Muitos ocorrem quase sempre misturados com outros minerais, como a calcite e a dolomite.
A unidade estrutural básica da serpentina é uma camada polar de 0,72 nm de espessura na qual uma folha trioctaédrica, rica em Mg, está fortemente ligada lateralmente a uma única folha de silicato tetraédrico, apesar da rede lateral da folha trioctaédrica apresentar dimensões que são 3–5% maiores. O segundo nível de estrutura presente em diferentes espécies de serpentinas é parcialmente originado pela necessidade de compensar a tensão intra-camada resultante do desajustamento dimensional entre a rede lateral da folha octaédrica e a estrutura tetraédrica do cristal. A compensação resulta na formação de uma camada de curvatura quase constante, com a folha octaédrica maior no lado convexo. No entanto, tal curvatura enfraquece as pontes de hidrogénio entre as camadas, já que estas tentam manter as camadas planas, o que compete com os requisitos de compensação do desajuste dimensional. Como resultado, as camadas são localmente curvas ou planas.
A antigorite, lizardite e crisótilo têm a mesma composição química, mas a curvatura das suas diferentes camadas resulta na formação de um aglomerado lamelar nos casos da antigorite e da lizardite e na formação de partículas alongadas e de uma estrutura fibrosa no caso dos minerais de crisótilo.

### Ocorrência
Os minerais do «subgrupo serpentina» são muito comuns em diversos sistemas geológicos onde é possível a ocorrência da alteração hidrotermal de rochas ultramáficas, tanto em ambientes na Terra (hidrotermalismo oceânico, zonas de subducção e falhas transformantes) como em ambientes extraterrestres.
O processo de alteração de minerais máficos e ultramáficos para minerais do grupo serpentina é designado por serpentinização. Os minerais do «subgrupo serpentina» são frequentemente formados pela hidratação de rochas ultramáficas ricas em olivinas em temperaturas relativamente baixas (0 a ~600 °C). Naquelas condições, a reação química subjacente à serpentinização transforma a olivina em minerais do subgrupo serpentina, os quais também podem ter origem na alteração por metamorfização de peridotitos e piroxenas. As serpentinas também podem substituir outros silicatos de magnésio em processos de metassomatismo. A alteração incompleta faz com que as propriedades físicas das serpentinas variem amplamente.
A antigorite é o polimorfo da serpentina que mais comummente se forma durante o metamorfismo de rochas ultramáficas ricas em água e é estável nas temperaturas mais altas (acima de 600 ºC) em profundidades de 60 km ou mais. Em contraste, a lizardite e o crisótilo formam-se em geral perto da superfície da Terra e são decompostos a temperaturas relativamente baixas, provavelmente bem abaixo de 400 ºC. Foi sugerido que o crisótilo nunca é estável em relação a nenhum dos outros dois polimorfos da serpentina.
Amostras da crosta oceânica e do manto superior das bacias oceânicas documentam que as rochas ultramáficas geralmente contêm abundantes teores de minerais do subgrupo serpentina. A antigorite contém cerca de 13% em peso de água na sua estrutura, pelo que este mineral pode desempenhar um papel importante no transporte de água para as camadas mais profundas da crosta terrestre em zonas de subducção e ter papel determinante na subsequente libertação de água para criar os magmas que dão origem aos arcos insulares. Nesta zona tectónicas, parte da água pode ser transportada a profundidades ainda maiores pelo subsequente desenvolvimento da subducção.
Estes minerais tem ocorrência é mundial, estando prsentes numa grande diversidade de ambientes geológico. Entre as localidades notáveis incluem-se a Nova Caledónia, partes do Canadá (Quebec), partes dos EUA (norte da Califórnia, Rhode Island, Connecticut, Massachusetts, Maryland e sul de Pennsylvania), Afeganistão, Grã-Bretanha (a península Lizard na Cornualha), Irlanda, Grécia (Tessália), China, Rússia (Montes Urais), França, Coreia, Áustria (Estíria e Caríntia), Índia (Assam e Manipur), Mianmar (Birmânia), Nova Zelândia, Noruega e Itália.
Os solos derivados da serpentina são tóxicos para muitas plantas, devido aos altos níveis de níquel, cromo e cobalto. O crescimento das plantas nestes solos é também inibido por baixos níveis de potássio e de fósforo e por uma baixa razão cálcio/magnésio. A flora é geralmente muito distinta, com espécies especializadas e de crescimento lento. Áreas de solo derivado de serpentina em zonas florestadas aparecerem geralmente como faixas de arbustos e pequenas árvores dispersas (muitas vezes coníferas) que se destacam do resto da floresta, formando zonas improdutivas serpentínicas (serpentine barrens).

## Usos

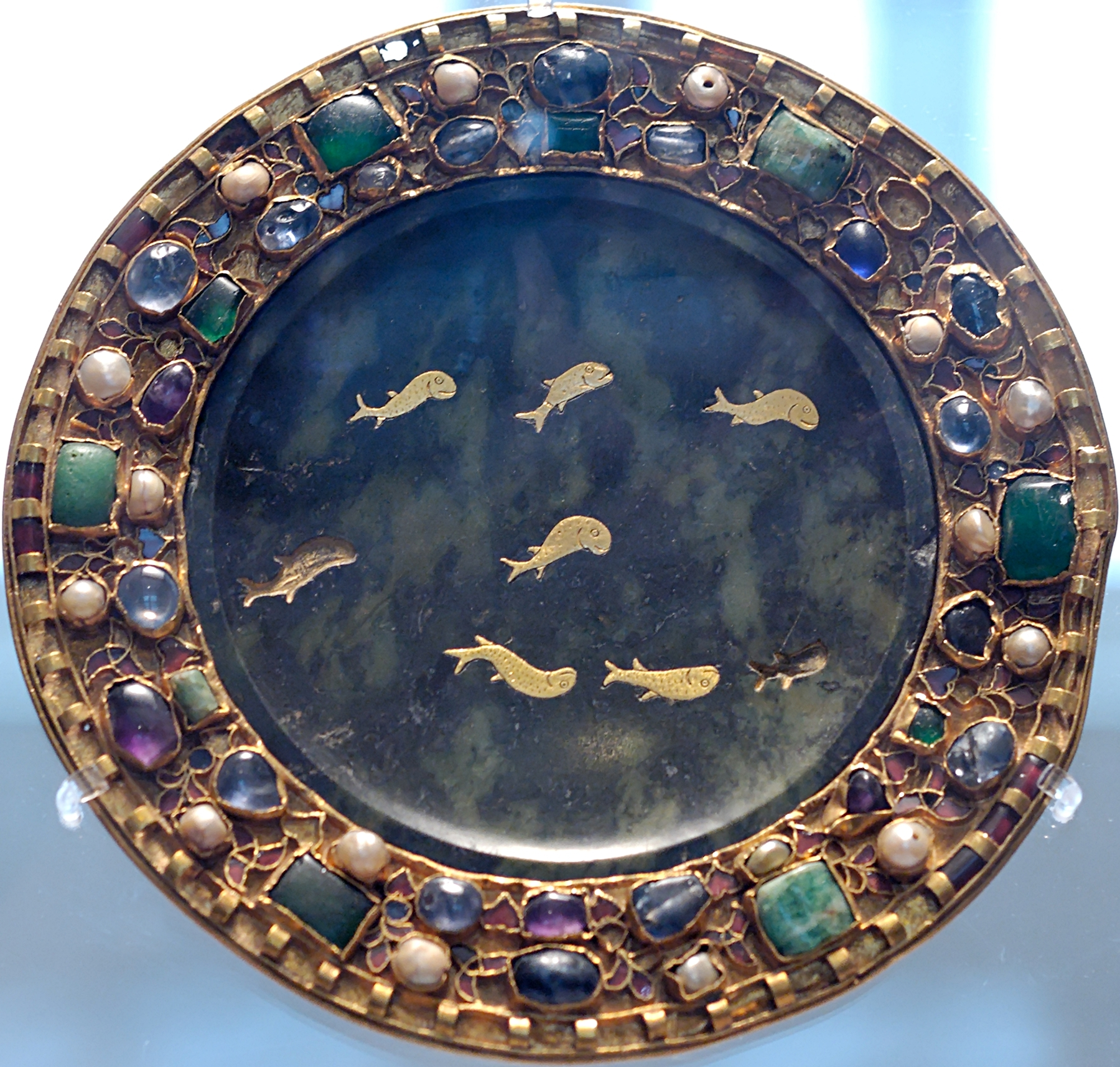
Prato de serpentina com embutidos em forma de peixes dourados (séc. I aC ou dC, com ferragens do séc. IX)

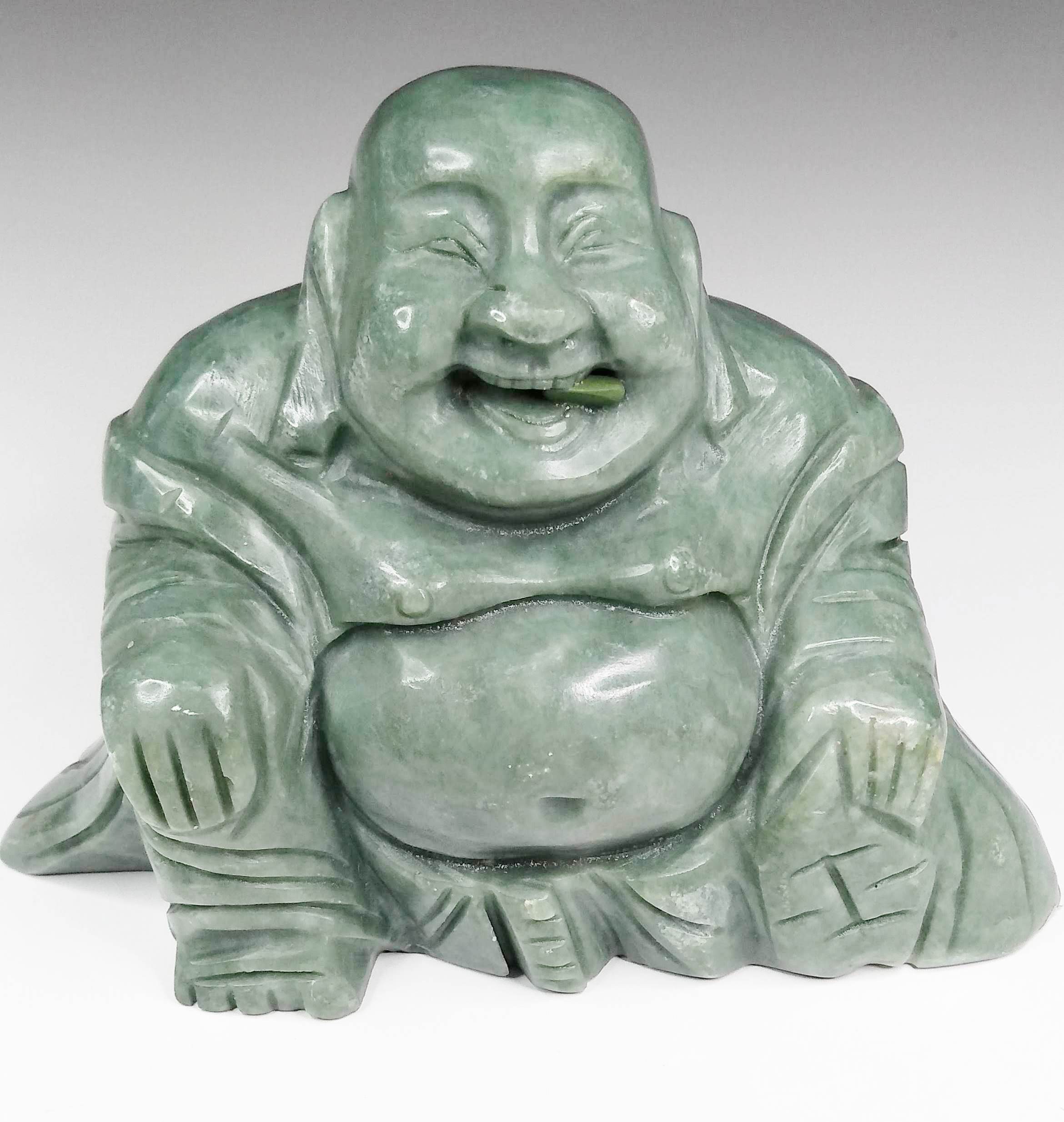
Budai talhado em serpentine (com 8 cm de altura).

As serpentinas (geralmente na forma de serpentinites) encontram uso na indústria para diversas finalidades, como a produção de balastros ferroviários e de materiais de construção. Os minerais do tipo asbestiforme encontram uso como isolante térmico e elétrico (amianto de crisótilo).
O conteúdo de amianto pode ser libertado no ar quando a serpentina é escavada ou se for usada como material de desgaste na superfície de estradas, criando um risco de saúde a longo prazo devido à sua inalação (asbestose). O amianto da serpentina também pode aparecer em níveis baixos no abastecimento de água por meio de processos normais de meteorização, mas ainda não há conhecimento de comprovado risco para saúde associado ao uso ou ingestão dessas águas, embora a EPA declare que pode ocorrer um risco aumentado de desenvolvimento de pólipos intestinais benignos. No seu estado natural, algumas formas de serpentina reagem com o dióxido de carbono e libertam oxigénio na atmosfera.
As variedades mais atraentes e duráveis (todas de antigorite) são denominadas serpentinas "nobres" ou "preciosas" e são usadas extensivamente como gemas em talho ornamental e na produção de entalhes em joalharia, escultura e outras artes ornamentais. A cidade de Bhera, na histórica Província de Punjab do subcontinente indiano, era conhecida há séculos por produzir obras de arte lapidária usando uma forma relativamente pura de serpentina verde obtida de pedreiras do Afeganistão, com a qual os artesãos daquela cidade faziam xícaras, punhos de espadas ornamentais e cabos de adagas. Este minério de serpentina de alta qualidade era conhecido como sang-i-yashm em persa, ou jade falso em inglês, e foi usado por gerações por artesãos indianos para lapidação. Aquele material é facilmente esculpido, aceitando um bom polimento e diz-se que tem um toque agradavelmente oleoso. Minerais de serpentina menos valiosos, de dureza e clareza variadas, também são às vezes tingidos para imitar jade. Sinónimos enganosos para este material incluem "Suzhou jade", "Styrian jade" e "New jade".
A serpentina da Nova Caledónia é particularmente rica em níquel. O povo Māori da Nova Zelândia esculpia belos objetos de serpentina local, que chamavam de tangiwai, que significa "lágrimas".
O lapis atracius dos romanos, agora conhecido por verde antique, ou verde antic, é uma brecha  serpentinítica popular como pedra ornamental em revestimento. Nos tempos clássicos, foi extraído em Casambala, Tessália, Grécia. Mármores serpentiníticos também são amplamente utilizados, entre os quais o Mármore Verde de Connemara (ou mármore verde irlandês'), de Connemara, Irlanda, e o Mármore Rosso di Levanto, de coloração avermelhada, da Itália. O uso é limitado a ambientes internos, pois os serpentinitos não se adaptam bem à exposição a ambientes externos devido à sua rápida meteorização.

## Variedades de antigorite
A antigorite lamelada ocorre em massas duras e plissadas. Geralmente é um mineral verde escuro, mas também pode ser amarelado, cinza, castanho ou preto. Tem uma dureza de 3,5–4 na escala de Mohs, com brilho gorduroso. Os cristais monoclínicos apresentam clivagem micácea e fundem-se com dificuldade. O nome «antigorite» é desirvado no topónimo da localidade tipo do mineral, a serpentinite de Geisspfad, de Valle Antigorio, na região fronteiriça entre a Itália e a Suíça.

### Bowenite
A bowenite é uma variedade de antigorite, uma serpentina especialmente dura (dureza de 5,5 na escala de Mohs), de cor verde-maçã clara a escura, muitas vezes manchada com máculas brancas turvas e veios mais escuros. É a serpentina mais utilizada em escultura e em joalharia. O nome «retinalite» é por vezes é aplicado à bowenite amarela. O mineral proveniente da Nova Zelândia é comercializado sob o nome de tangiwai.
Embora não seja uma designação oficial, a bowenite é o mineral do estado de Rhode Island, Estados Unidos, onde também se situa a localidade tipo da variedade. Um cabochon feito de bowenite, apresentado como parte do famoso Our Mineral Heritage Brooch, foi oferecido em 1967 a Lady Bird Johnson, ao tempo primeira-dama dos Estados Unidos.
Williamsite é um nome varietal americano para antigorite de coloração verde-óleo que frequentemente tem inclusões de cristais pretos de cromite ou magnetite. Um pouco semelhante ao jade fino, a williamsite é cortada em cabochons e missangas. É encontrado principalmente em Maryland e Pennsylvania.

### Gimnite
A gimnite é uma forma amorfa de antigorite. Foi encontrada pela primeira vez nas Bare Hills de Maryland, e foi designada recorrendo ao termo grego clássico, 'gymnos', que significa "despido" ou "nu" (usando assim como epónimo o nome das Bare Hills ou Colinas Despidas).

## Emblema do estado da Califórnia
Em 1965, a Assembleia Legislativa da Califórnia designou o mineral serpentina como «the official State Rock and lithologic emblem» (a rocha oficial do estado e seu emblema litológico).

## Galeria

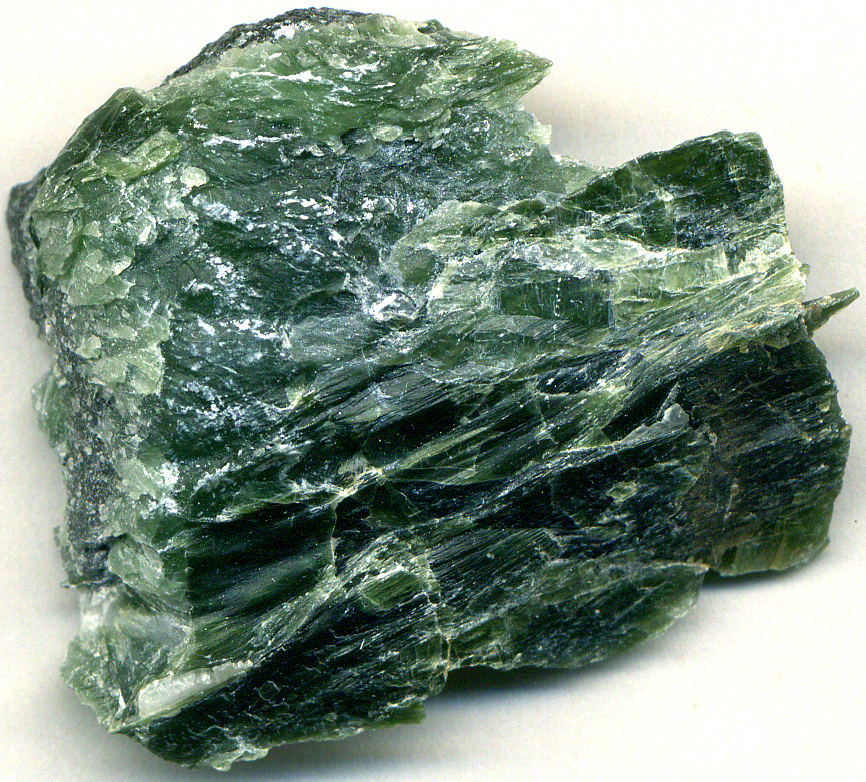
Serpentinite do Precambriano do Michigan (EUA).
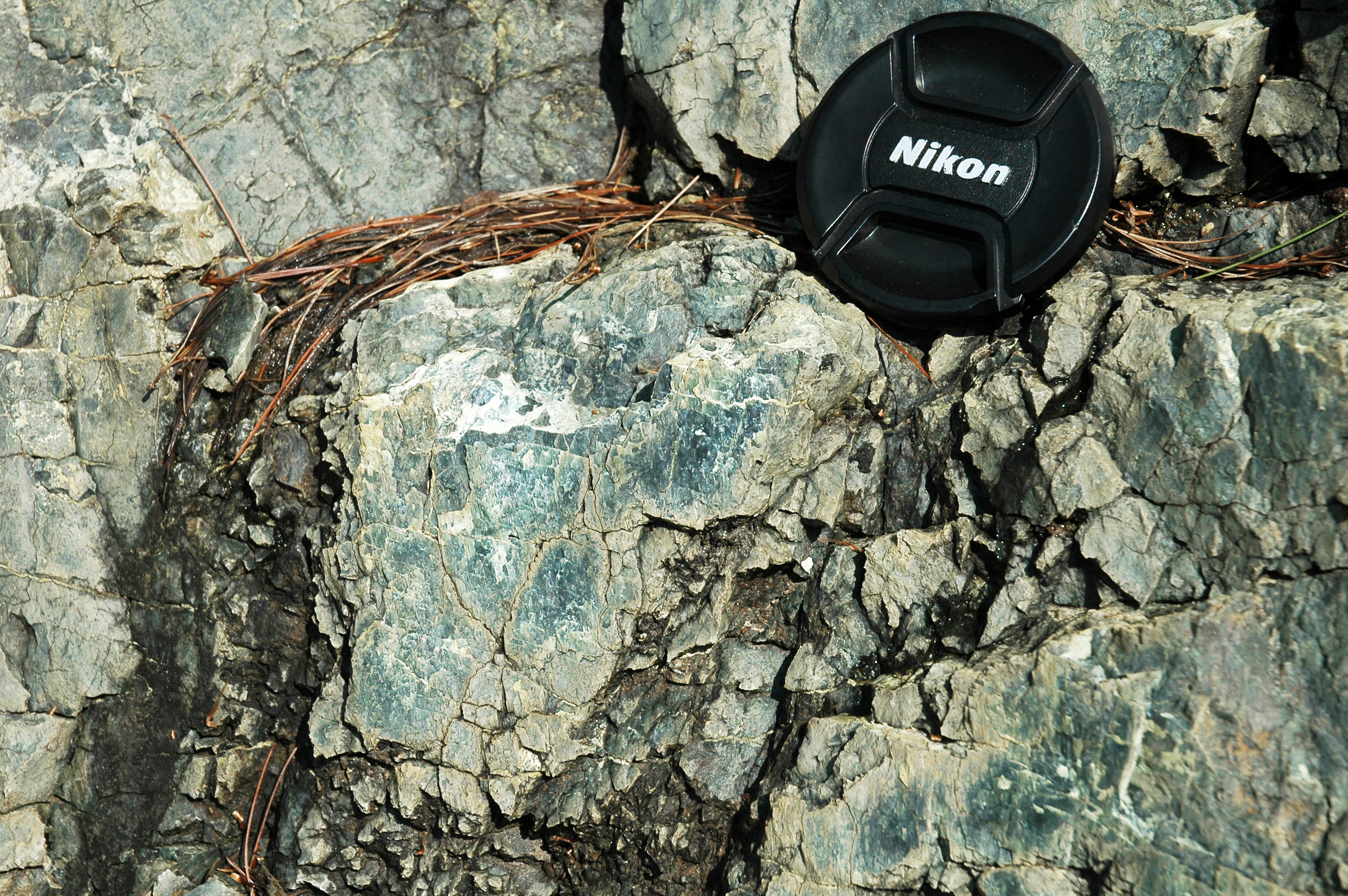
Serpentinite da formação conhecida por East Dover Ultramafic Body, do Ordoviciano, visível numa berma de estrada em East Dover, Vermont (EUA).
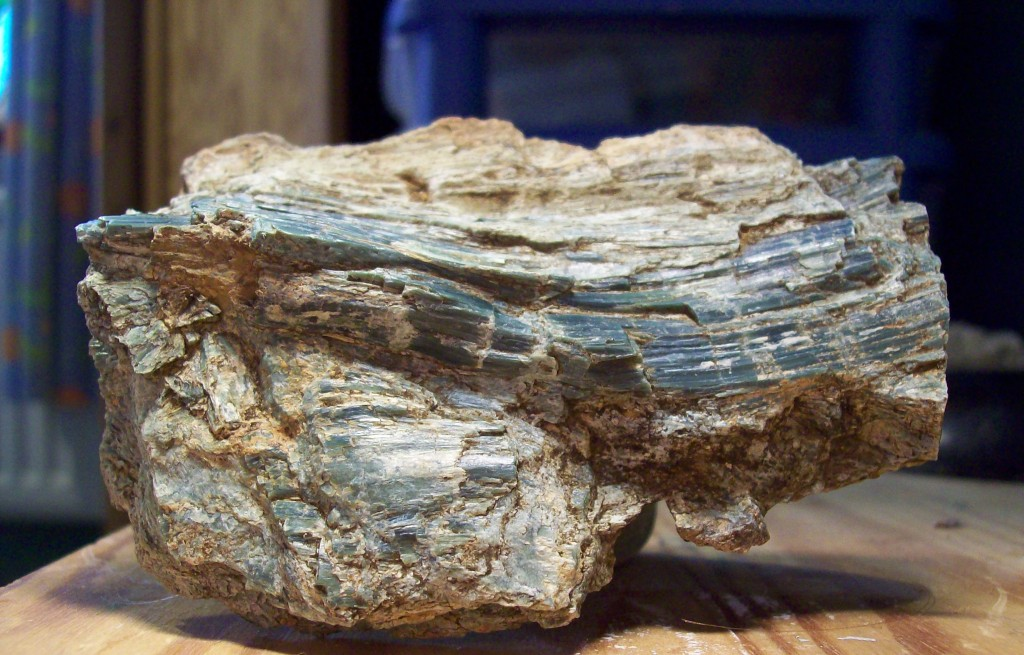
Antigorite de Clay Geo, Unst, ilhas Shetland, Escócia.
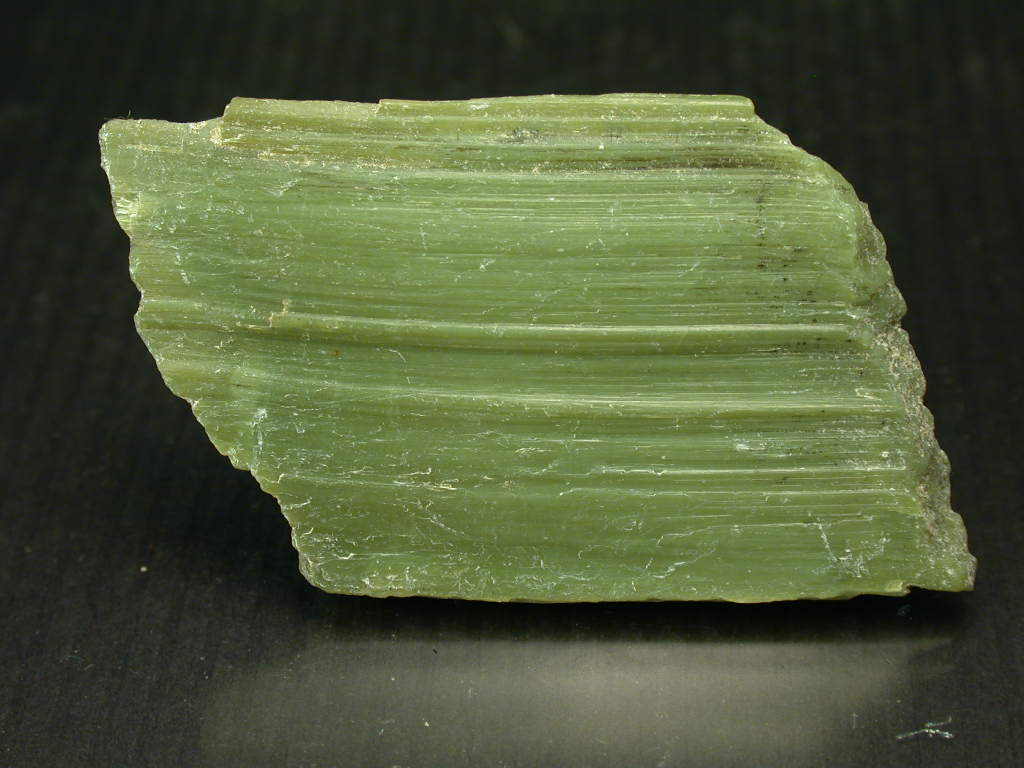
Antigorite de Lord Brassey Mine, distrito de Heazlewood, Tasmânia, Austrália.
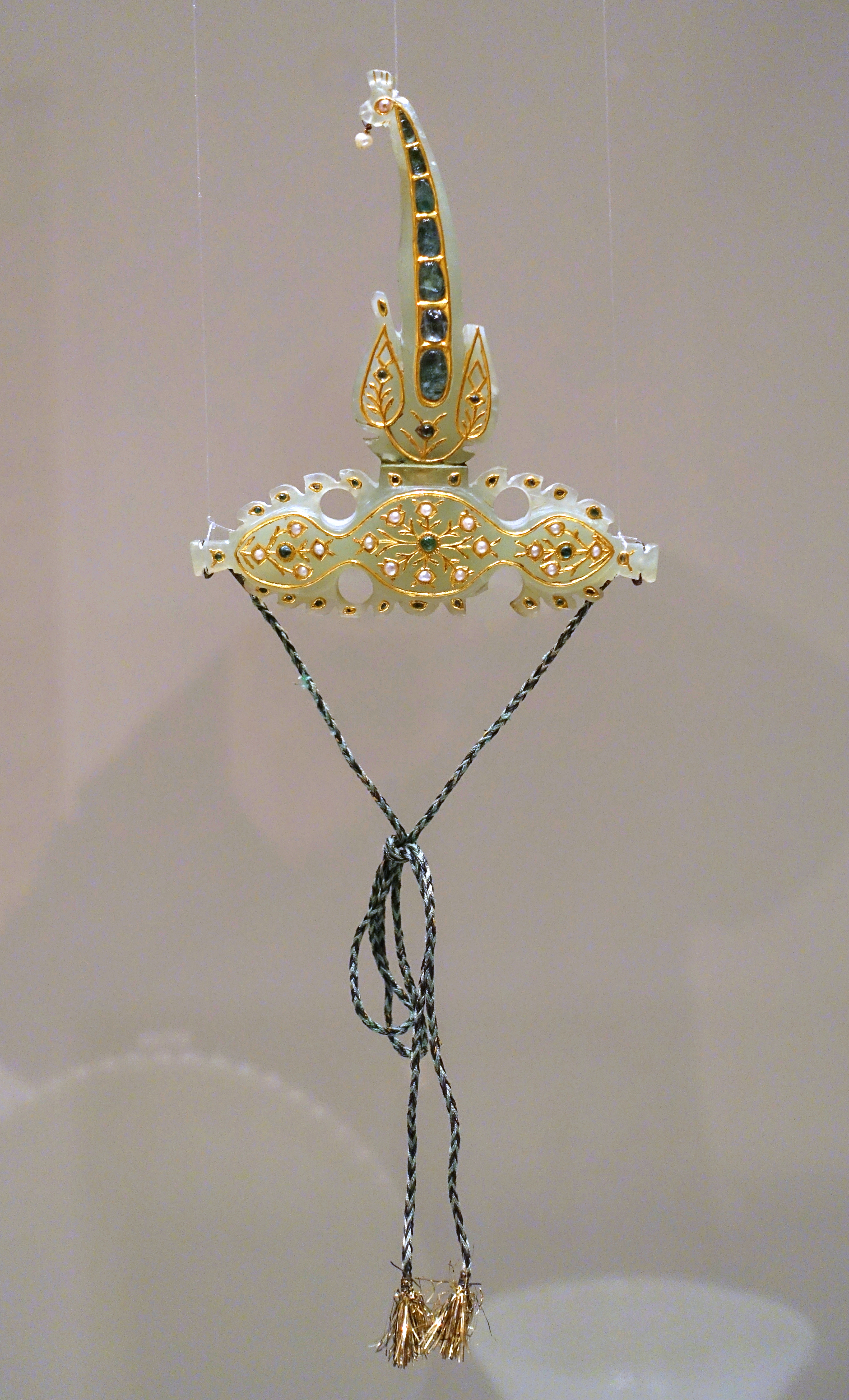
Ornamento de turbante, norte da Índia (Delhi ou Jaipur), séc. XVIII-XIX, antigorite, ouro, pérolas e vidro (Museu de Etnologia de Berlim).
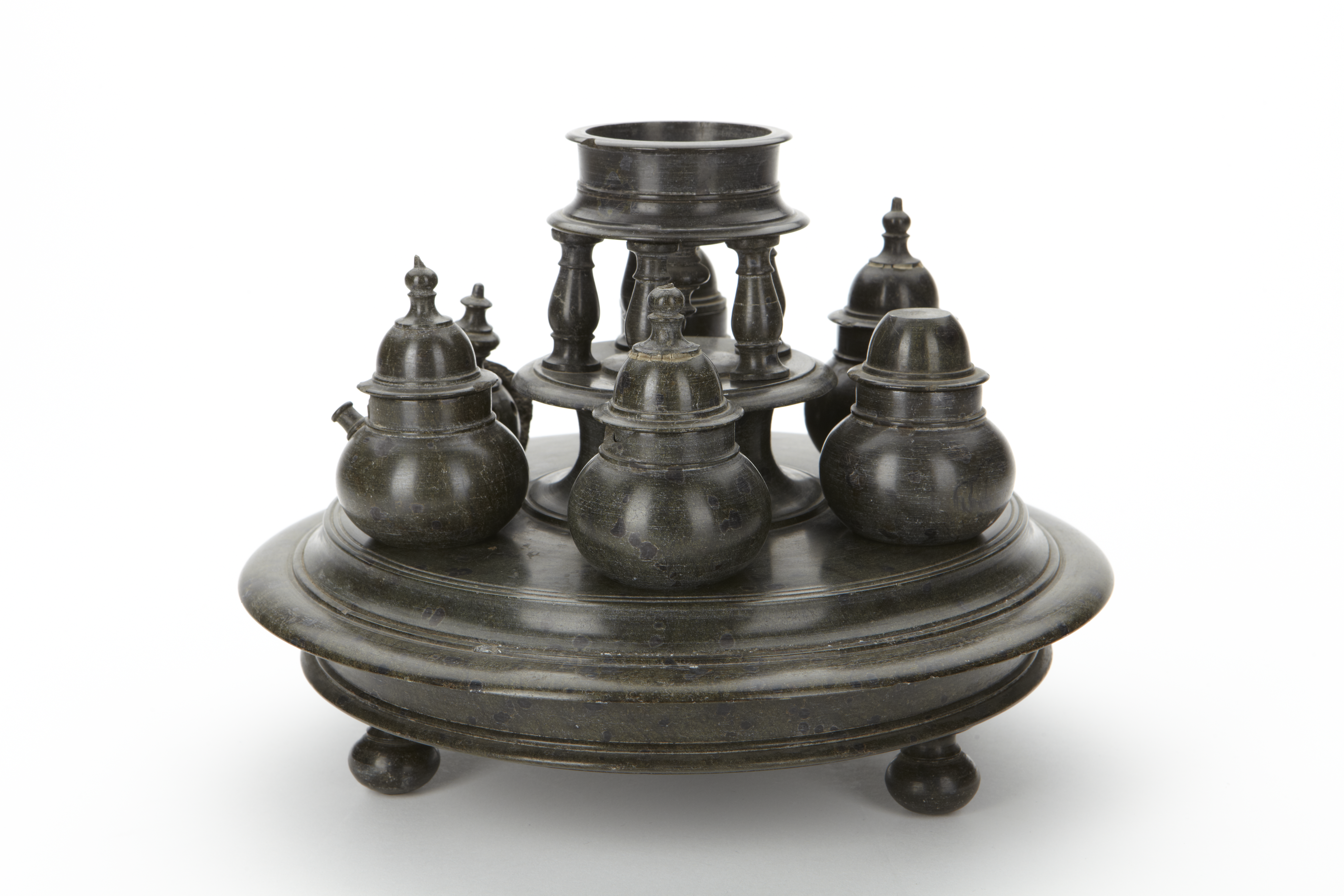
Serpentina verde (séc. XVII).
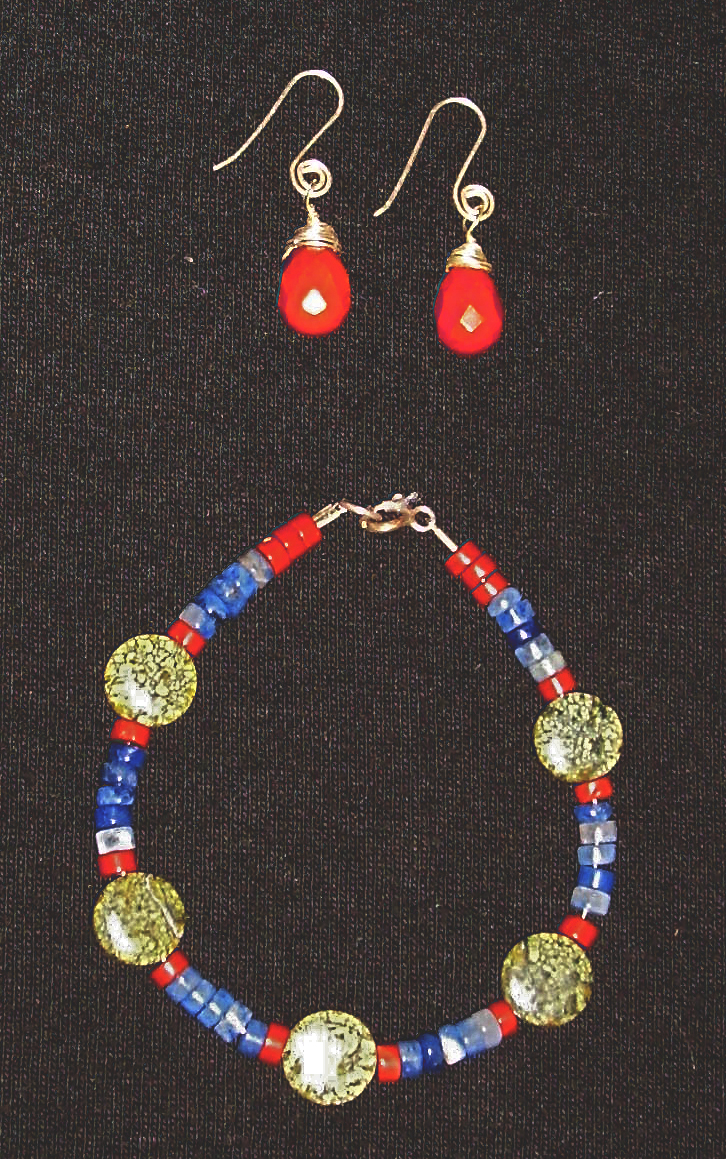
Conjunto colar e brinco confecionado em pedras semipreciosas. As contas verdes esféricas são serpentina de origem russa. Também são usados jaspe (vermelho) e fluorite (azul).
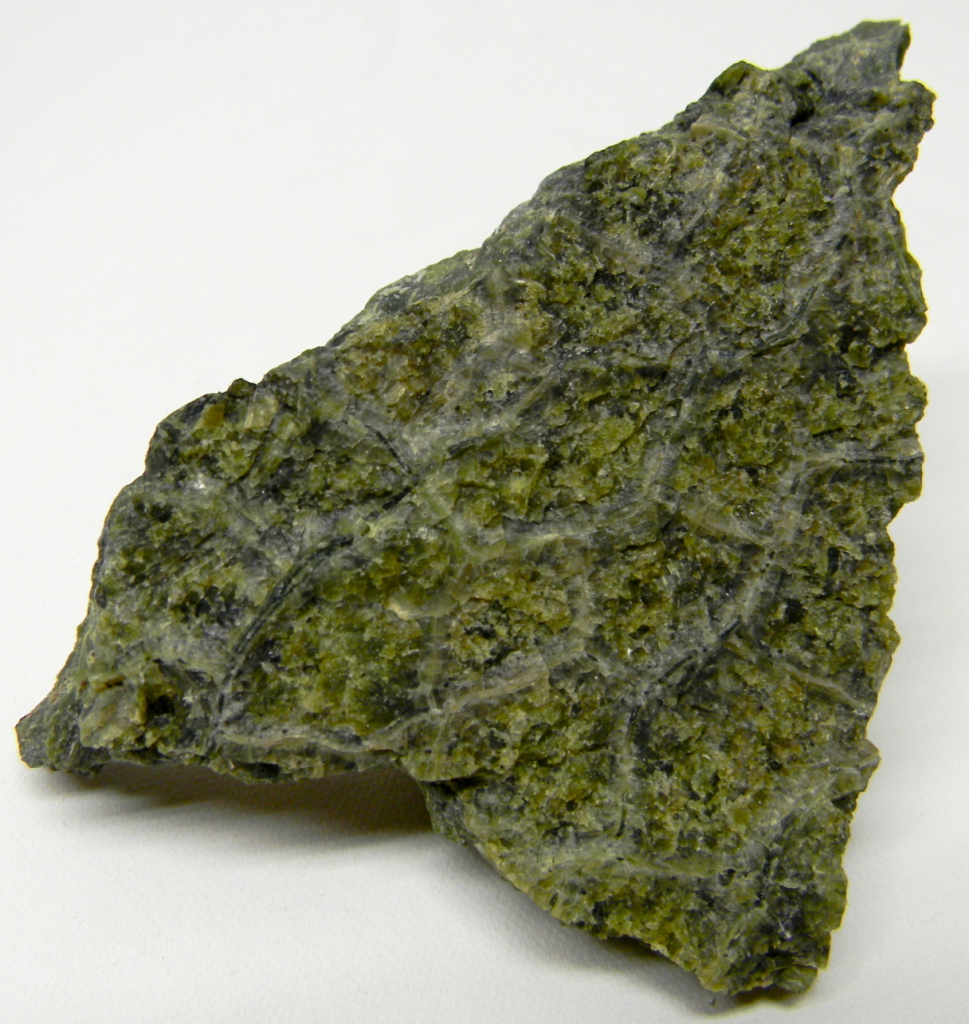
Placa de antigorite com padrão curioso proveniente da Mina Jeffrey, Quebec, Canadá.
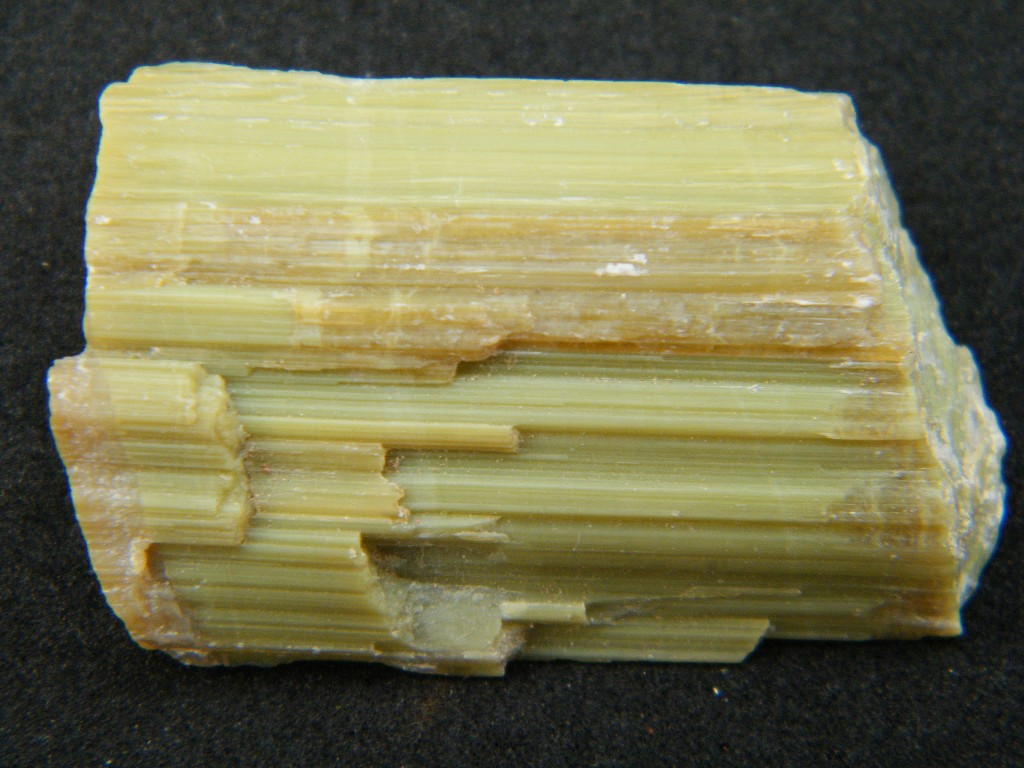
Picrolite (antigorite) de Quebec com cor e forma semelhante a um vegetal.
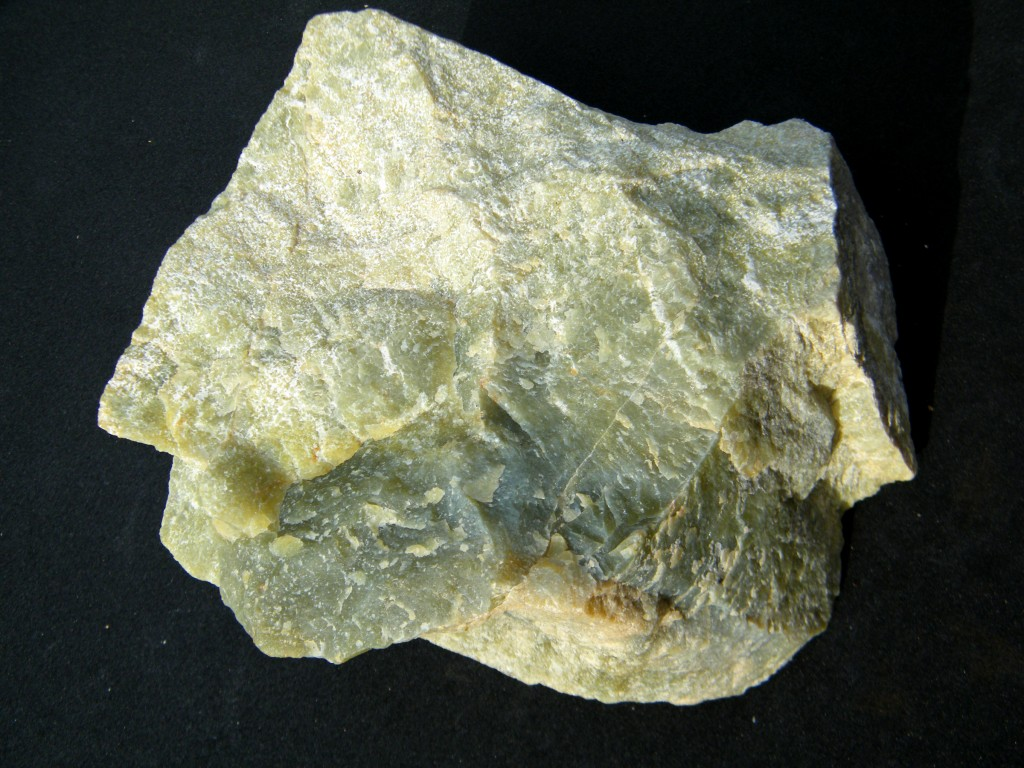
Bowenite da Asbestos Mine, Thurman Township, Warren County (New York).
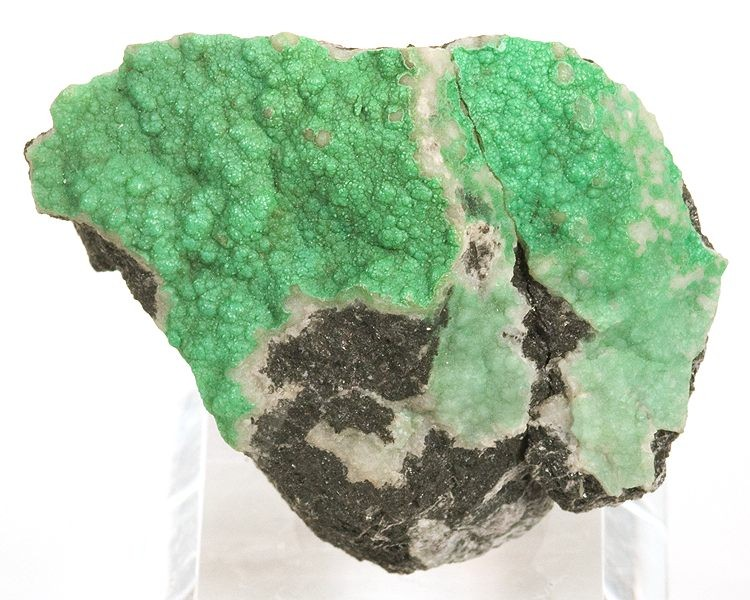
Genthite (antigorite) da Wood's Chrome Mine. A antigorite verde brilhante e lustrosa que cobre ricamente este espécime tem uma forma incomum nodoso iu borbulhante.
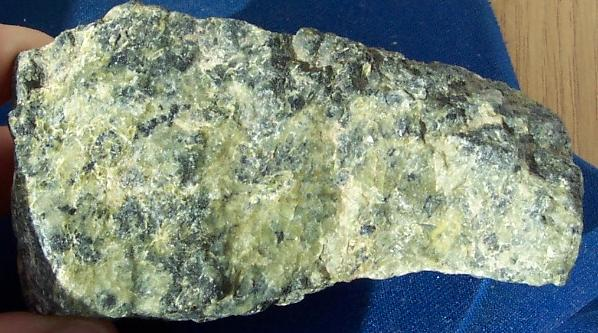
Serpentina (Polónia).
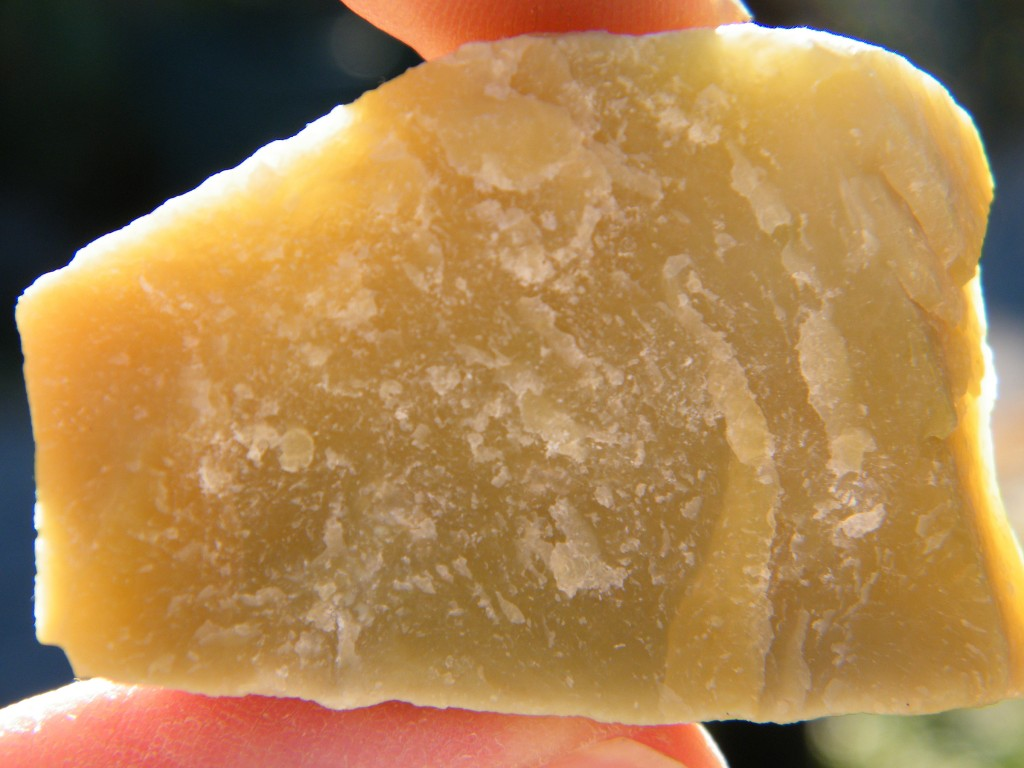
Bowenite (antigorite) de uma mina de amianto, Thurman Township, Warren County, New York.
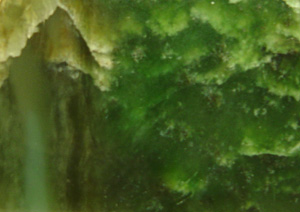
Placa polida de serpentina de bowenite, uma variedade de antigorite. São patentes as manchas turvas típicas e a venações.